# 施孝叔
施孝叔，姬姓，施氏，名字已失考，谥孝，是施伯的曾孙，魯惠公五世孙，施倾叔之子，鲁国大夫。

## 夺妻
施孝叔的妻子是鲁卿子叔声伯的异父妹妹，她的生父是齐国的管于奚。声伯的父亲叔肸是鲁宣公的弟弟，堂兄弟则是鲁成公。前580年，晋卿郤犨前来聘问，向子叔声伯求取妻子。郤氏势力庞大，族中有“五大夫三卿”，因此鲁国国君和贵族们不是惧怕就是想巴结郤犨。因此，子叔声伯就把已经嫁给施孝叔的妹妹夺过来给了郤犨。这个女人对施孝叔说：“鸟兽还不肯失掉配偶，您打算怎么办？”施孝叔说：“我不能够因此死去或者逃亡。”这个女人就随郤犨走了，在郤氏那里生了两个孩子。

## 誓离
鲁成公17年（前574年），郤氏被晋厉公几近灭族，郤犨被杀。但施孝叔的妻子及其两个儿子却没有被杀，并且晋国人还把他们归还回去。施孝叔在黄河边迎接她，把她的两个孩子沉进黄河里。这个妇女发怒说：“不能保护自己的伉俪而让她离开，又不能爱护别人的孤儿而杀死他们，这怎么能有好结果？”就发誓不再做施氏的妻子。

## 选臣
鲍国离开鲍氏来鲁国做施孝叔的家臣。施氏占卜家宰的人选，匡句须吉利。施氏给了匡句须采邑，让他做家宰，享有拥有一百家的采邑，匡句须却把家宰的身份和采邑让给鲍国。施孝叔说：“占卜认为你吉利。”匡句须回答说：“能够让给忠良，还有比这再大的吉利吗？”鲍国辅助施氏很忠诚，后来被齐国人召回作为鲍氏的继承人。

## 影响
前501年，阳虎逃亡到齐国，怂恿齐景公进攻鲁国三次就可以夺取鲁国，齐景公打算听他的，鲍国以自己曾在施孝叔那里做过家臣的经历，认为鲁国上下协调，百姓和睦，能侍奉大国且没有天灾，不可以攻取。齐景公把阳虎囚禁了起来。

## 相关改编
- 孔另境曾将施孝叔及其妻子的故事改编为戏剧《春秋怨》。
- 戴英录、何明敬的京剧《甘棠夫人》中，施孝叔的妻子的甘棠夫人带着身孕被迫改嫁，郤犨死后，甘棠夫人带着儿子贡儿回国，贡儿被不明真相的施孝叔扔进河里，施孝叔得知实情后悔不当初。